# حوار الأديان

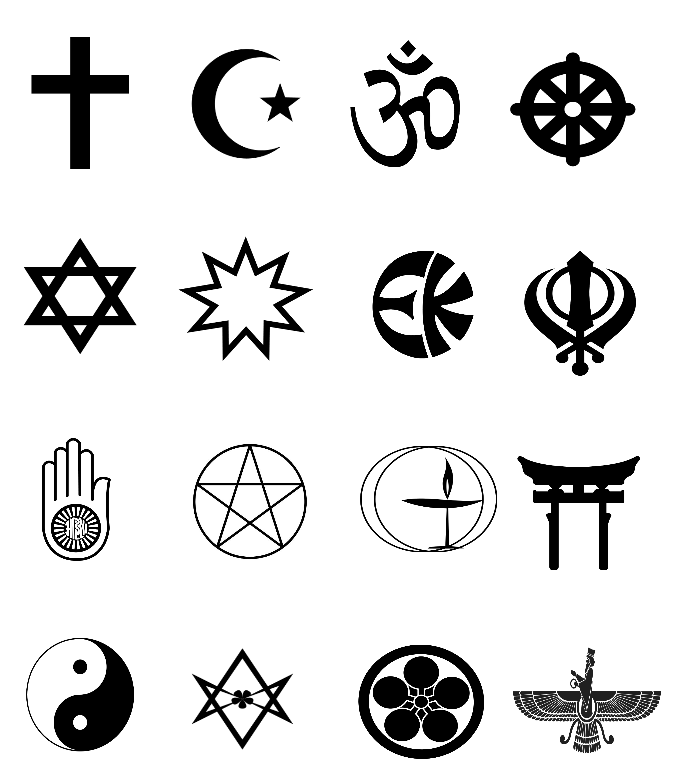
رموز ممثلة لمجموعة من كبرى ديانات العالم وهي:
المسيحية والإسلام والهندوسية والبوذية واليهودية والبهائية والإكنكار والسيخية والجاينية والويكا والتوحيدية العالمية والشنتو والطاوية والثيليما والتنريكيوية والزرادشتية

حوار الأديان هو مصطلح يشير إلى التفاعل التعاوني البناء والإيجابي بين الأفراد من مختلف المعتقدات والتقاليد الدينية وغيرها من التوجهات الروحية والأفكار الإنسانية على مستوى الفرد وكذلك المؤسسات والهيئات الدينية.
وتوجد في جميع أرجاء العالم المتحضر هيئات ومبادرات مختصة تدعم التوعية حول قيم التسامح والعيش المشترك والمأخاة في الإنسانية وقبول الآخر ورفض التعصب الديني والنظر بدونية للأشخاص من غير معتقد الفرد والانفتاح على أفكار الآخرين وعلى التنوع في نسيج المجتمعات والاحترام ورفض العنصرية والكراهية بأشكالها والدفاع عن حرية الأديان ورفض الاضطهاد الديني والأحكام المسبقة.

## دعم الأمم المتحدة
تهدف مبادرة تحالف الحضارات إلى منع العنف ودعم الترابط الاجتماعي من خلال تشجيع الحوار الثقافي وحوار ما بين الأديان. اقترح فكرة المبادرة رئيس الوزراء الإسباني خوسيه لويس ثباتيرو خلال اجتماع الجمعية العامة للأمم المتحدة في دورتها التاسعة والخمسون عام 2005. وقد ساهم في تمويلها رئيس الوزراء التركي رجب طيب أردوغان.

## سياسات الأديان
ذكرت أطروحة دكتوراه حملت عنوان حوار بين المسيحيين، واليهود، والمسلمين: «تكمن الحاجة القصوى إلى وجود الحواجز التي تقيد محادثات الحوار الهجومي بين المسيحيين واليهود والمسلمين في تطوير التفاهم المشترك حول المواضيع التي تثير الانقسام». ذكرت الأطروحة أن ذلك لم يحدث منذ عام 2012.

### الديانة البهائية
إن التفاعل بين الأديان المتعددة جزءٌ لا يتجزأ من تعاليم الدين البهائي. أمر مؤسس هذا الدين بهاء الله أتباعه «بالتعامل مع معتنقي جميع الأديان بروح من الود والزمالة». يُعد البهائيون غالبًا في طليعة الناس ضمن الأنشطة والجهود المحلية. يشارك البهائيون أيضًا على المستوى العالمي في الحوار بين الأديان في اجتماعات الأمم المتحدة وخارجها من خلال وكالة المجتمع البهائي الدولية.
أصدر بيت العدل البهائي، وهو الهيئة الحاكمة العالمية للبهائيين، في عام 2002 رسالة إلى القيادة الدينية لجميع الديانات اعتبر فيها التحامل الديني آخر آفة دينية متبقية يجب التغلب عليها، ودعا القادة للتوحد في محاولة لانتزاع التعصب الديني الشديد والانقسام.

### البوذية
كانت البوذية منفتحة تاريخيًا على الأديان الأخرى. كما صرح دماناندا:
البوذية هي دين يعلم الناس العيش والتعايش. لا يوجد في التاريخ العالمي دليل يثبت أن البوذيين تدخلوا بأتباع أي دين آخر في أي جزء من العالم أو ألحقوا أي ضرر بهم بهدف تقديم دينهم ونشره. لا يعتبر البوذيون وجود أديان أخرى عائقًا أمام التقدم والسلام الدنيوي.

### المسيحية
تتمحور العقيدة المسيحية التقليدية حول المسيح، بمعنى أن المسيح هو الوحي الكامل والحقيقي في إرادة الله للبشرية. تُفهم عناصر إيمان الأديان الأخرى في النظرة المسيحية من الإيمان الموجودة في المسيح. تعتقد المسيحية أن الله خالٍ من التراكيب البشرية. لذلك يُعتقد أن الروح القدس هي القوة التي توجه غير المسيحيين في بحثهم عن الحقيقة، الذي يُعد بحثًا عن المسيح، حتى لو كان «بشكل مجهول».
دعمت وثيقة المجتمعات المسكونية الكاثوليكية نوسترا أتيت الحوار على نطاق واسع، لكن شدّد إعلان دومينوس إيسوس من جديد على مركزية شخصية يسوع المسيح في الهوية الروحية والثقافية للمسيحيين، ورفض الأشكال المختلفة من التوفيق بين الأديان.
دافع البابا يوحنا بولس الثاني بشكل كبير عن الحوار بين الأديان ودعم الاجتماعات في أسيزي في ثمانينيات القرن العشرين. كان البابا فرنسيس أول زعيم كاثوليكي يدعو إلى حوار صادق وصارم مع الملحدين في عام 2013.

### اليهودية
سمحت الحركة الأرثوذكسية الحديثة بتغيرات صغيرة في القضايا الاجتماعية، بينما حذرت من مناقشة العقيدة. شجعت كل من اليهودية الإصلاحية واليهودية الإنشائية واليهودية المحافظة الحوارَ بين الأديان.
كان بناء علاقات إيجابية بين اليهود والطوائف الدينية الأخرى جزءًا لا يتجزأ من الهدف الأساسي لتيار الإصلاح منذ تأسيسه في ألمانيا خلال أوائل القرن التاسع عشر وفقًا للحاخام جيمس رودين. بدأ الأمر من قبل إسرائيل جاكوبسون، وهو شخص عادي رائد في تطوير الإصلاحية الدينية، الذي أنشأ مدرسة دينية مبتكرة في سيسن، ألمانيا في عام 1801 ضمّت في البداية 40 طالبًا يهوديًا و20 طالبًا مسيحيًا. عكس ابتكار جاكوبسون لمجموعة طلابية مختلطة آماله في مستقبل مشرق بين اليهود والمسيحيين.
سعى الحاخام المورافي إسحاق ماير وايز الذي أسس حركة الإصلاح في الولايات المتحدة الأمريكية إلى إقامة علاقات وثيقة مع قادة الكنيسة المسيحية. نشر سلسلة من المحاضرات في عام 1883 تحت عنوان «اليهودية والمسيحية: توافقاتهما وخلافاتهما». شدد وايز على ما اعتقد أنه يربط بين الديانتين في رابطة لاهوتية وإنسانية لا تنفصم: «الكتاب المقدس» باعتباره «قانون الله». ذكر الحاخام ليو بايك قائد الجالية اليهودية الألمانية الذي نجا من سجنه في معسكر اعتقال تيريزين هذه الكلمات في خطابه الرئاسي لعام 1949 أمام الاتحاد العالمي لليهودية التقدمية في لندن: «... إنّ اليهود والمسلمين مضطرون تقريبًا إلى مواجهة بعضهم كما كانوا لفترة طويلة من العصور الوسطى ... لا في مجال السياسة فقط دولة إسرائيل في الشرق الأوسط، بل أيضًا في مجال الدين؛ هناك أمل كبير بأنهم سوف يجتمعون مع بعضهم على طرق مشتركة وفي أسر مشتركة».

### الإسلام
لطالما شجع الإسلام الحوار للوصول إلى الحقيقة. وشجع الحوار بشكل خاص بين أهل الكتاب (اليهود والمسيحيين والمسلمين) كما ذكر القرآن: «قُلْ يَا أَهْلَ الْكِتَابِ تَعَالَوْا إِلَىٰ كَلِمَةٍ سَوَاءٍ بَيْنَنَا وَبَيْنَكُمْ أَلا نَعْبُدَ إِلا اللهَ وَلَا نُشْرِكَ بِهِ شَيْئًا وَلَا يَتخِذَ بَعْضُنَا بَعْضًا أَرْبَابًا مِنْ دُونِ اللهِ فَإِنْ تَوَلوْا فَقُولُوا اشْهَدُوا بِأَنا مُسْلِمُونَ».
شجعت العديد من النصوص والتقاليد الدينية على الحوار، بما في ذلك آيات محددة في القرآن مثل: «يَا أَيُّهَا الناسُ إِنا خَلَقْنَاكُمْ مِنْ ذَكَرٍ وَأُنْثَىٰ وَجَعَلْنَاكُمْ شُعُوبًا وَقَبَائِلَ لِتَعَارَفُوا ۚ إِن أَكْرَمَكُمْ عِنْدَ اللهِ أَتْقَاكُمْ ۚ إِن اللهَ عَلِيمٌ خَبِيرٌ».
دعا علماء الدين المسلمون إلى الحوار بين الأديان على نطاق واسع، وهو أمر جديد من الناحية السياسية. كانت مبادرة «كلمة سواء» في عام 2007 أول نقاش عام في العلاقات المسيحية الإسلامية محاولةً لإيجاد أرضية أخلاقية مشتركة حول العديد من القضايا الاجتماعية. وضحوا هذه الأرضية المشتركة باعتبارها «جزءًا من المبادئ الأساسية للديانتين: حب الإله الواحد وحب الجار». أكد الإعلان أن «هذه المبادئ مذكورة مرارًا وتكرارًا في النصوص المقدسة للإسلام والمسيحية».
لا تزال العلاقات بين المسلمين واليهود معقدة للغاية، وتتدهور بسبب الصراع الإسرائيلي الفلسطيني. هناك قضايا بين طوائف المسلمين من السنة والشيعة لم تحل بعد في الشرق الأوسط. توترت العلاقات أيضًا بين المسلمين والهندوس في الهند وباكستان.
حوار الأديان جزء لا يتجزأ من الإسلام
ذكر كتاب صدر عام 2003 حمل عنوان المسلمون التقدميون: العدالة والنوع الاجتماعي والتعددية على قسم كتبه الأمير حسين حول المسلمين والتعددية والحوار بين الأديان، وضح فيه كيف كان الحوار بين الأديان جزءًا لا يتجزأ من الإسلام منذ بدايته. كتب حسين: «ما كان الإسلام ليتطور لولا الحوار بين الأديان».
سعى محمد للحوار بين الأديان منذ تلقيه الوحي الأول وحتى نهاية حياته، وكانت التعددية والحوار بين الأديان دائمًا مهمة للإسلام. على سبيل المثال: عندما عانى بعض أتباع محمد اضطهادًا جسديًا في مكة، أرسلهم إلى الحبشة، وهي أمة مسيحية، حيث رحب بهم الملك المسيحي واستضافهم. مثال آخر في قرطبة في الأندلس ضمن إسبانيا المسلمة خلال القرنين التاسع والعاشر: كانت قرطبة واحدة من أهم المدن في تاريخ العالم، وكان المسيحيون واليهود شركاء في الديوان الملكي والحياة الفكرية للمدينة. بناء على ذلك، هناك «تاريخ مشترك بين المسلمين واليهود والمسيحيين والطوائف الدينية الأخرى التي تعيش معًا في مجتمع تعددي».

## وصلات خارجية
- حوار الأديان على مشروع الدليل المفتوح
- دورية الحوار ما بين الأديان